# John Hopkins
John «Hopper» Hopkins (Ramona, California, 22 de mayo de 1983) es un piloto de motociclismo profesional estadounidense originario de Acton, Inglaterra. Corre en el campeonato estadounidense AMA, con el equipo M4 Monster Suzuki.[actualizar] Antes de participar en la AMA, corrió en MotoGP y en Superbikes.

## Biografía
John Hopkins empezó a ganar campeonatos nacionales con apenas 15 años.En el 1999 ganó la Aprilia Cup Challenge y más tarde ganaría la Copa Suzuki.Al año siguiente conquistó el AMA Supersport con motos de 750cc de cilindrada.En el 2001 cosechó su última victoria como amateur, ya que consiguió el Fórmula Extremo.
Debutó en el gran circo con el equipo Yamaha en el Gran Premio de Japón, donde consiguió un meritirorio duodécimo puesto.A lo largo del 2002 cosechó resultados similares para acabar decimoquinto en la general con 58 puntos.En el 2003, cambió Yamaha por Suzuki, pero este cambio de equipo no le sirvió de nada ya que empeoró sus resultados debido a una lesión en la pretemporada, que le obligó a correr con molestias.Las siguientes temporadas fueron más de lo mismo, consiguió buenos resultados en carreras, pero le fallaba la regularidad.En 2006, empezó a notarse que era un buen piloto al conseguir su primera pole y su mejor registro final, ya que quedó décimo.Pero la temporada 2006 no fue nada en comparación con la de 2007.El americano consiguió sus mejores resultados y consiguió la regularidad ya que obtuvo 4 podios y su 2.ª pole en MotoGP.Con estos grandes resultados, Hopkins, se quedó a un peldaño del podio mundialista ya que quedó cuarto con 189 puntos. Con su gran temporada anterior, Kawasaki le lanza una oferta y ficha por la marca nipona para el curso 2008 donde comparte equipo con el australiano Anthony West. Su temporada empeora notablemente y por la crisis mundial la marca de motociclismo decide abandonar el campeonato al finalizar la temporada, dejando "tirados" a Hopkins y West. En realidad Anthony West iba a ser sustituido por Melandri, que venía de un año inexplicablemente desastroso a lomos de la Ducati del equipo oficial.
Para la temporada 2009 Hopkins no encontró equipo con el que pilotar en MotoGP, y pasó a Superbikes con el equipo Stiggy Honda. Esta temporada fue bastante mala para él, solo consiguió 17 puntos y un 23.º puesto en la final, debido al pobre rendimiento de su montura y las diversas caídas que lastraron sus posibilidades. El equipo también acaba abandonando su participación en el WSBK, quedando Hopkins una vez más sin equipo.
En el 2010 decide fichar por el Moster Suzuki de la AMA.
La temporada 2010 comenzó en Daytona. Las dos mangas disputadas acabaron antes de tiempo por dos averías mecánicas. El comienzo de temporada no dejaba atrás los malos resultados de dos años atrás. 
Molestias a mitad de temporada obligaron a John pasar por el quirófano por su muñeca. Varios doctores aconsejaron su retirada, pues tiene la muñeca muy dañada, pero tras una buena operación y recuperación ha acabado la temporada subiendo al podio y peleando por ganar. Dando al M4 Monster Suzuki sus mejores resultados.
En 2011 encontró una montura en el equipo Crescent Suzuki, para competir en el BSB (British SuperBike Championship). Ese año fue especialmente marcado por la dura rivalidad que mantuvo durante toda la temporada con Tommy Hill, el piloto de Swang Yamaha, quien acabó llevándose el título por delante de él, en la misma línea de meta de la tercera manga del último gran premio, por tan solo 0,006 segundos, y por solo dos puntos, en una de las carreras más emocionantes que se recuerdan.
También volvió este mismo año a MotoGP con Suzuki, como sustituto de Álvaro Bautista que se lesionó en Catar.